# Hipposauroides rubidgei
Hipposauroides rubidgei — вид терапсид родини Hipposauridae підряду Біармозухії (Biarmosuchia), що мешкав в кінці пермського періоду (бл. 255 млн років тому). Скам'янілі рештки знайдені у Південній Африці.